# Catajana bimaculata
Catajana bimaculata är en fjärilsart som beskrevs av Herman Dewitz 1879. Catajana bimaculata ingår i släktet Catajana och familjen Eupterotidae. Inga underarter finns listade i Catalogue of Life.